# إيرين فيريرو
إيرين فيريرو (بالإسبانية: Irene Ferreiro)‏ هي ممثلة ومغنية ومؤلفة ومصممة أزياء إسبانية، ولدت يوم 4 مايو 2001 في مدريد في إسبانيا.

## روابط خارجية
- إيرين فيريرو على موقع IMDb (الإنجليزية)